# Баян (Бурятия)
Бая́н (бур. Баян - Богатый) — село в Джидинском районе Бурятии. Входит в сельское поселение «Булыкское».

## География
Расположено на правом берегу реки Джиды, в 7 км к югу от центра сельского поселения, села Булык, и в 15 км от районного центра — села Петропавловка.

## История
История села начинается с освоения Джидинской долины казаками. В начале XIX века казаки образовали деревеньку Баян Хасун (с бурятского языка баян хуhан — местность, богатая берёзами).
В 1929 году в Баяне организовали коммуну «Заря», через два года — колхоз «Искра». Первым его председателем избрали Николая Панафидина.

## Население
| 2002 | 2010 |
| ---- | ---- |
| 33   | ↗40  |

В селе 17 дворов.

## Инфраструктура
Фельдшерско-акушерский пункт.

## Достопримечательности

### Николаевская церковь
В селе сохранился остов Баян-Хасунской Николаевской миссионерской церкви, основанной в 1805 году, — бывшей одной из красивейших церквей Забайкалья.
Николаевская церковь — памятник русской архитектуры XIX века на Джидинской земле.
 Объект культурного наследия народов РФ регионального значения. Рег. № 031410066770005 (ЕГРОКН)
- Николаевская Баян-Хасунская церковь. XIX в.
- Восточный фасад
- Северный фасад

### Справочники
- Туристский путеводитель «Байкал». — М.: издательство VIZA, 2011
- Путеводитель путешественника «Туризм и отдых в Бурятии». — Иркутск: издательство «Время странствий», 2011